# Eure Mami
Eure Mami è il secondo album in studio della cantante tedesca Katja Krasavice, pubblicato il 29 gennaio 2021 dalla Warner Germany.

## Tracce
Testi di Katja Krasavice, musiche di Aside, eccetto dove indicato.
1. Million Dollar Ass (feat. Fler) – 3:12 (testo: Katja Krasavice, Fler – musica: Simes)
2. Wir bleiben wach – 3:14
3. Stottert die Bitch – 3:43
4. Du bringst mich um – 2:23
5. Ich seh – 2:57
6. Böse Mädchen – 2:57
7. TikTok Baddie – 2:22
8. Alles schon gesehen – 2:43
9. Die Hübsche – 2:18
10. Spicy – 2:25
11. Highway (feat. Elif) – 2:44 (testo: Katja Krasavice, Elif Demirezer)
12. Tsunami – 2:28
13. Friendzone – 2:25
14. Eure Mami – 2:10

## Formazione
- Katja Krasavice – voce, produzione esecutiva
- Fler – voce aggiuntiva (traccia 1)
- Elif – voce aggiuntiva (traccia 11)
- Drilon Cocaj – produzione esecutiva
- Melanie Geiger – produzione esecutiva
- Aside – produzione (eccetto traccia 1)
- Simes – produzione (traccia 1)
- Lex Barkey – mastering (eccetto traccia 1)
- Chris Athens – mastering (traccia 1)

## Successo commerciale
Eure Mami, che ha esordito direttamente in vetta alla Offizielle Deutsche Chart, è risultato il 3º disco più venduto in Germania durante il primo quarto del 2021.

## Classifiche

### Classifiche settimanali
| Classifica (2021) | Posizione massima |
| ----------------- | ----------------- |
| Austria           | 1                 |
| Germania          | 1                 |

### Classifiche di fine anno
| Classifica (2021) | Posizione |
| ----------------- | --------- |
| Germania          | 53        |